# واهان مارتیروسیان
واهان وارتگسی مارتیروسیان (Վահան Վարդգեսի Մարտիրոսյան؛ زادهٔ ۲۸ اکتبر ۱۹۶۲) یک سیاستمدار، و مهندس اهل ارمنستان است که از تاریخ ۲۰ سپتامبر ۲۰۱۶ تا تاریخ ۱۲ مه ۲۰۱۸ در دولت اول و دولت دوم کارن کاراپتیان سمت وزیر ترابری، ارتباطات و اطلاعات ارمنستان را برعهده داشت.

## زندگی‌نامه
در ۲۸ اکتبر ۱۹۶۲ در ایروان به دنیا آمد و از دانشگاه پلی‌تکنیک ارمنستان فارغ‌التحصیل شد. 